# Richard Pitino
Richard William Pitino (Boston, 16 settembre 1982) è un allenatore di pallacanestro statunitense.

## Biografia
È il figlio dell'allenatore Rick Pitino, membro della Naismith Hall of Fame.

## Palmarès
- Campione NIT (2014)